# Li Na
Li Na, čínsky 李娜, pinyin Lǐ Nà (* 26. února 1982 Wu-chan, Chu-pej) je bývalá čínská profesionální tenistka, která jako vůbec první reprezentant asijské země dokázala vyhrát dvouhru na Grand Slamu. Titul získala na French Open 2011, když ve finále porazila italskou obhájkyni vítězství Francescu Schiavoneovou. Druhý triumf přidala na Australian Open 2014, kde ve finále zdolala Slovenku Dominiku Cibulkovou. Do finále se probojovala také na Australian Open 2011 a 2013. V prvním případě podlehla Kim Clijstersové a ve druhém pak Viktorii Azarenkové.
Na okruhu WTA Tour vyhrála devět turnajů ve dvouhře a dva ve čtyřhře. V rámci okruhu ITF získala devatenáct titulů ve dvouhře a šestnáct ve čtyřhře.
Na žebříčku WTA byla ve dvouhře nejvýše klasifikována v únoru 2014 na 2. místě a ve čtyřhře pak v srpnu 2006 na 54. místě. Posunem na druhou příčku světové klasifikace se stala nejvýše postaveným asijským tenistou ve dvouhře v historii tenisu. Stejný den, 17. února 2014, se pak její krajanka Pcheng Šuaj stala první čínskou světovou jedničkou v historii, když figurovala na čele deblového pořadí. Dva roky ji trenérsky vedl Argentinec Carlos Rodriguez, jenž se rozhodl po Wimbledonu 2014 ukončit spolupráci.
Na Univerziádě 2001 v Pekingu vybojovala tři zlaté medaile, když triumfovala ve dvouhře a ženské i smíšené čtyřhře. Na Asijský hrách 2010 v Kantonu získala zlatý kov ze soutěže družstev. O čtyři roky dříve, na Asijských hrách 2006 v katarském Dauhá, rozšířila svou sbírku o bronzovou medaili z ženské dvouhry.
V čínském fedcupovém týmu debutovala v roce 1999 únorovým utkáním 1. skupiny zóny Asie a Oceánie proti Hongkongu, v němž s Tching Liovou vyhrála čtyřhru. V soutěži nastoupila k třiceti jedna mezistátním utkáním s bilancí 27–4 ve dvouhře a 8–6 ve čtyřhře. Čínskou lidovou republiku poprvé reprezentovala na sydneyských Letních olympijských hrách  2000. Po obdržení divoké karty vypadla v úvodním kole se čtvrtou nasazenou Španělkou Arantxou Sánchezovou Vicariovou. Na Pekingské olympiádě 2008 vybojovala v soutěži dvouhry čtvrté místo, když po semifinálové prohře s Dinarou Safinovovou, opět nestačila v zápase o bronz na Rusku Věru Zvonarevovou. Na Hrách XXX. olympiády v Londýně vstupovala do turnaje jako desátá nasazená, ale v úvodní fázi pavouku podlehla Daniele Hantuchové.

## Tenisová kariéra

### 2009
Na počátku sezóny se pro poranění pravého kolena odhlásila z Brisbane International, kde měla obhajovat titul a také nestartovala na grandslamu Australian Open. Na dvorce se vrátila únorovým Paris Open, kde po výhře nad Ágnes Szávayovou nestačila na druhou nasazenou Jelenu Jankovićovou.

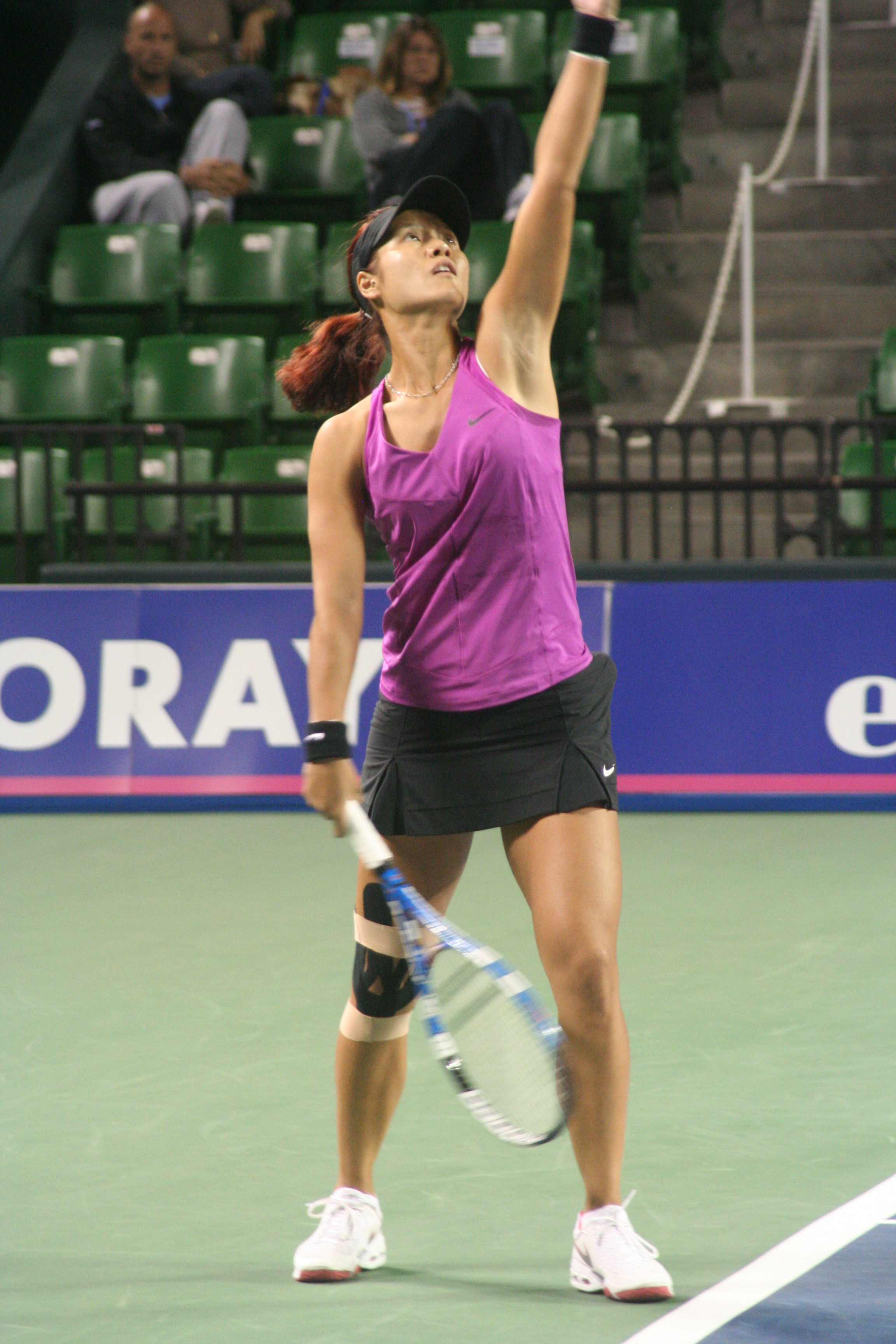
Podání na turnaji Toray Pan Pacific Open

Další porážku utržila v úvodním utkání Barclays Dubai Tennis Championships, kde ji po třísetovém průběhu vyřadila Jelena Vesninová.
Na mexické antuce Monterrey Open zdolala po více než dvou hodinách světovou desítku a první nasazenou Agnieszku Radwańskou. Na cestě do finále si poradila s třemi Češkami Petrou Cetkovskou, Lucií Šafářovou a turnajovou šestkou Ivetou Benešovou. Z boje o titul odešla poražená, když ji přehrála francouzská turnajová dvojka Marion Bartoliová.
Do čtvrtého kola se probojovala na Indian Wells Masters, kde ji po výhrách nad Tanasugarnovou, Schnyderovou a Mauresmovou zastavila ruská vítězka turnaje Věra Zvonarevová. Na následném Miami Masters oplatila porážku Zvonarevové a skončila ve čtvrtfinále na raketě světové jedničky Sereny Williamsové. Bodový zisk jí zajistil postup ze 40. na 29. místo žebříčku.
Na pařížský grandslam French Open přijížděla jako pětadvacátá nasazená. Po prvních třech výhrách nad Martou Domachowskou, Timeou Bacsinszkou a Olgou Govorcovovou, ji v osmifinále zastavila nenasazená Maria Šarapovová. Ve světové klasifikaci se posunula o šest míst na 20. pozici.
Travnatou část sezóny zahájila jako turnajová čtyřka na birminghamském AEGON Classic, kde v semifinále oplatila prohru Šarapovové. Ve finále však neuspěla proti Slovence Magdaléně Rybárikové. Z pozice devatenácté nasazená hrála ve Wimbledonu, na němž prošla do třetího kola přes Galinu Voskobojevovou a Olgu Govorcovovou, aby ji vyřadila jedenáctka Agnieszka Radwańská.

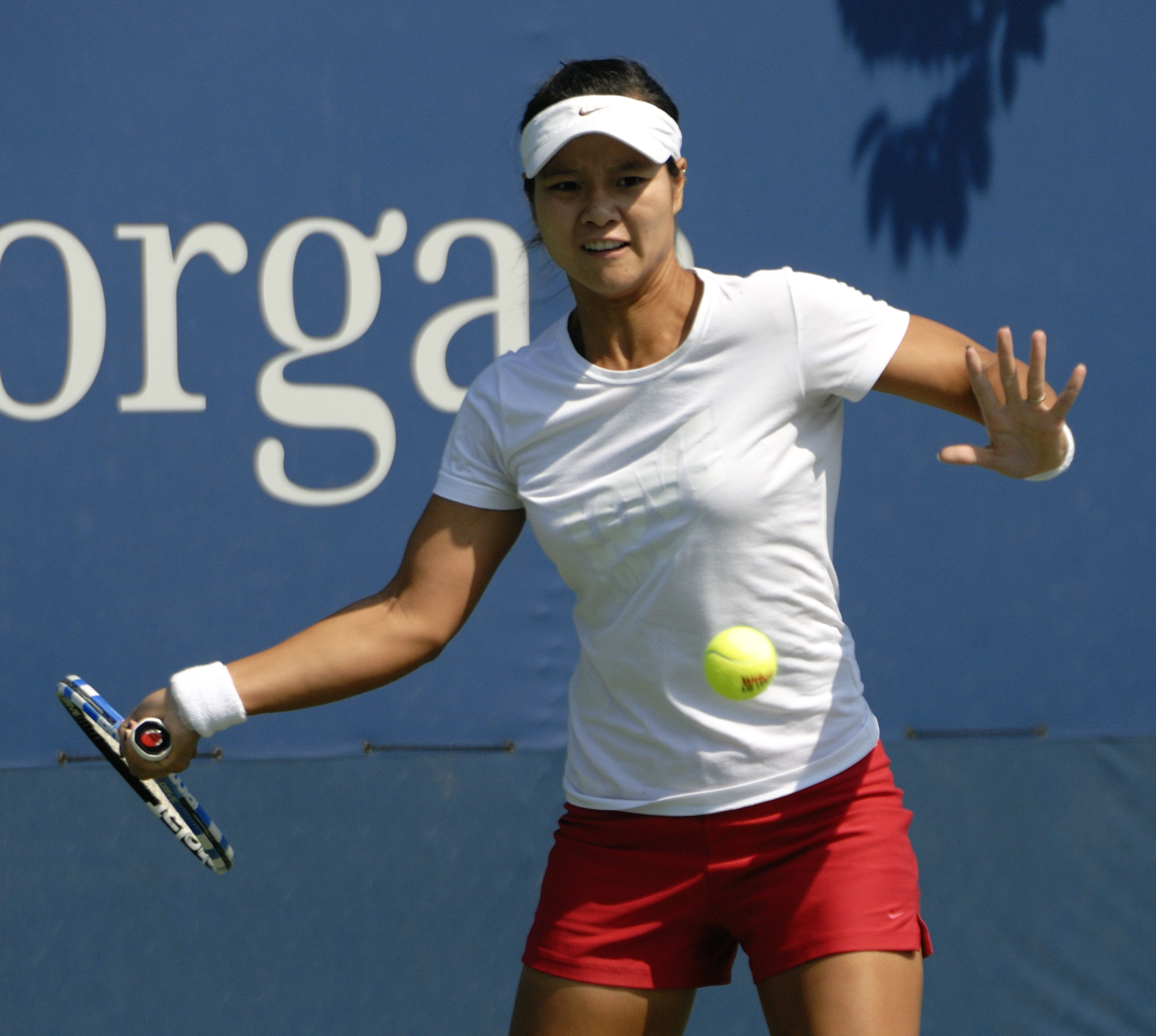
Forhend v utkání na US Open

Letní sezónu na amerických betonech otevřela účastí na Bank of the West Classic, kde v prvním utkání nestačila na Serenu Williamsovou. V utkání proti Urszule Radwańské na LA Women's Tennis Championships p/b Herbalife musela skrečovat vzhledem ke zranění. Do newyorského US Open pak vstupovala jako osmnáctka. Na cestě mezi posledních osm hráček ji nezastavily Ioana Raluca Olaruová, Michelle Larcherová de Britová, Maria Kirilenková, ani Francesca Schiavoneová, když neuhrály ani jeden set. Ve čtvrtfinále však nestačila na vítězku grandslamu Kim Clijstersovou.
Na turnaji Toray Pan Pacific Open startovala jako patnáctá nasazená. V prvních třech kolech si poradila s Alizé Cornetovou, Věru Duševinovou a Katerynou Bondarenkovou. V třísetové čtvrtfinálové bitvě se dvěma zkrácenými hrami udolala Bělorusku Azarenkovou. Stopku ji poté v semifinále vystavila Jelena Jankovićová.
Sezónu zakončila na 15. místě žebříčku WTA, poprvé mezi elitní dvacítkou hráček.

### 2010
Sezónu zahájila tradičně na jižní polokouli účastí na aucklandském ASB Classic, kde jako nasazená dvojka skončila prohrou s Estonkou Kaiou Kanepiovou v prvním kole. Na následujícím Medibank International v Sydney si poradila s turnajovou čtyřkou Caroline Wozniackou, aby ve druhé fázi soutěže podlehla Italce Flavii Pennettaové.
Do Australian Open vstupovala jako nasazená šestnáctka. V osmifinále podruhé v řadě přešla přes dánskou světovou čtyřku Wozniackou. Při premiérové čtvrtfinálové účasti si poradila se šestou hráčkou světa Venus Williamsovou, když dokázala otočit průběh utkání, v němž ztratila první set a ve druhém již prohrávala 3–5 na gamy. Posledním kolem se stalo semifinále, kde mladší z amerických sester Serena Williamsová dovedla do vítězného konce tiebreaky obou setů. Po turnaji byla jako první čínská tenistka historie klasifikována poprvé v elitní desítce žebříčku WTA.
Na turnaji Barclays Dubai Tennis Championships zdolala z pozice nasazené osmičky Maríu José Martínezovou Sánchezovou, aby v následném třetím kole dokázala otočit zápas proti Bartoliové, s níž téměř ztratila zápas, který otočila ze stavu 3–6 a 2–5. Před čtvrtfinále proti Izraelce Šachar Pe'erové z turnaje odstoupila.

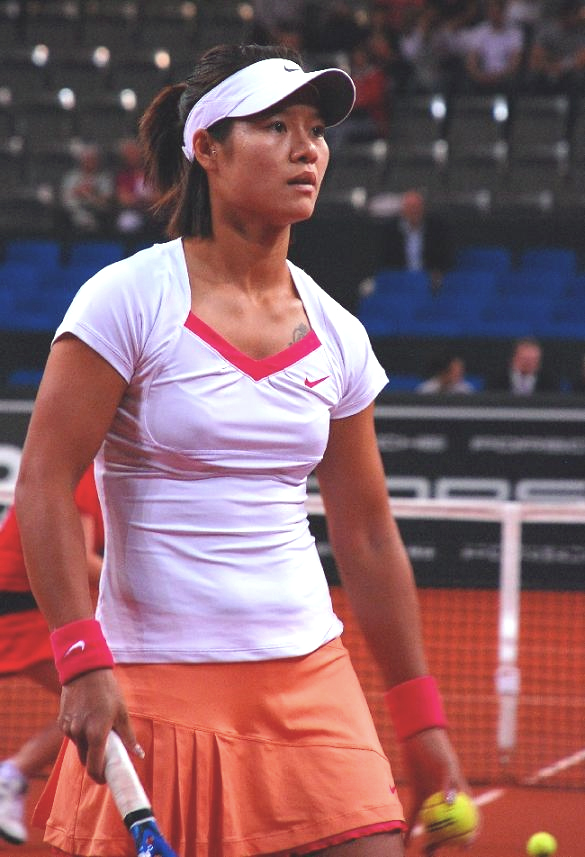
V zápase stuttgartského turnaje Porsche Tennis Grand Prix

Jako dvojka se zúčastnila premiérového ročníku Malaysian Open, kde skončila v prvním klání prohrou s Tatjanou Mariovou. Sedmou nasazenou pak byla na kalifornském Indian Wells Masters. Svůj úvodní zápas ve druhém kole nezvládla, když ji vyřadila Britka Elena Baltachová. Jako turnajová osmička přijela na floridský Masters v Key Biscayne. Pokračující pokles formy se odrazil v porážce prvního kola, v němž ji vystavila stopku Švýcarka Timea Bacsinszká.
Na antuce halového Porsche Tennis Grand Prix porazila obhájkyni titulu Světlanu Kuzněcovovou. Ve čtvrtfinále však nestačila na finalistku turnaje Sam Stosurovou. Na pařížském grandslamu French Open figurovala jako jedenáctá nasazená. Ve třetím kole její pouť turnajem ukončila světová sedmnáctka a historicky první italská vítězka Roland Garros Francesca Schiavoneová, která poté v Paříži nenašla přemožitelku.
Sezónu na trávě zahájila jako jednička na AEGON Classic, na němž si připsala první titul sezóny. V semifinále porazila francouzskou čtyřku Aravane Rezaïovou a v boji o titul druhou nasazenou Marii Šarapovovou. Bodový zisk jí zajistil návrat do první desítky světové klasifikace. Jako turnajová sedmička na AEGON International musela po vítězném setu prvního kola v utkání s Blatachovou skrečovat, protože si přivodila poranění kolena. Do Wimbledonu se dokázala zotavit. Na londýnskou trávu přijížděla v roli turnajové devítky. Do čtvrtfinále prošla přes sedmou nasazenou Agnieszku Radwańskou. V něm pak nenašla recept na obhájkyni titulu a světovou jedničku Serenu Williamsovou. Po grandslamu se opět vrátila do elitní desítky žebříčku. Na závěrečné zářijové události velké čtyřky US Open byla osmou nasazenou. V úvodním zápasu ji ve třech setech porazila Ukrajinka Kateryna Bondarenková.
Do Turnaje mistryň poprvé v kariéře nahlédla z pozice náhradnice, která ovšem nedostala šanci do soutěže zasáhnout. To ji umožnilo nastoupit na druhé závěrečné události ženského okruhu WTA Tournament of Champions, z pozice první nasazené. V úvodním kole ji vyřadila zkušená Japonka Kimiko Dateová a na indonéském ostrově Bali pro ni sezóna skončila.
Do nového roku již vstupovala bez trenéra Thomase Hogstedta, který se stal koučem Rusky Marie Šarapovové.

### 2011
Sezóna 2011 se stala nejlepší v její dosavadní kariéře, ovšem s nevyrovnanými výsledky.

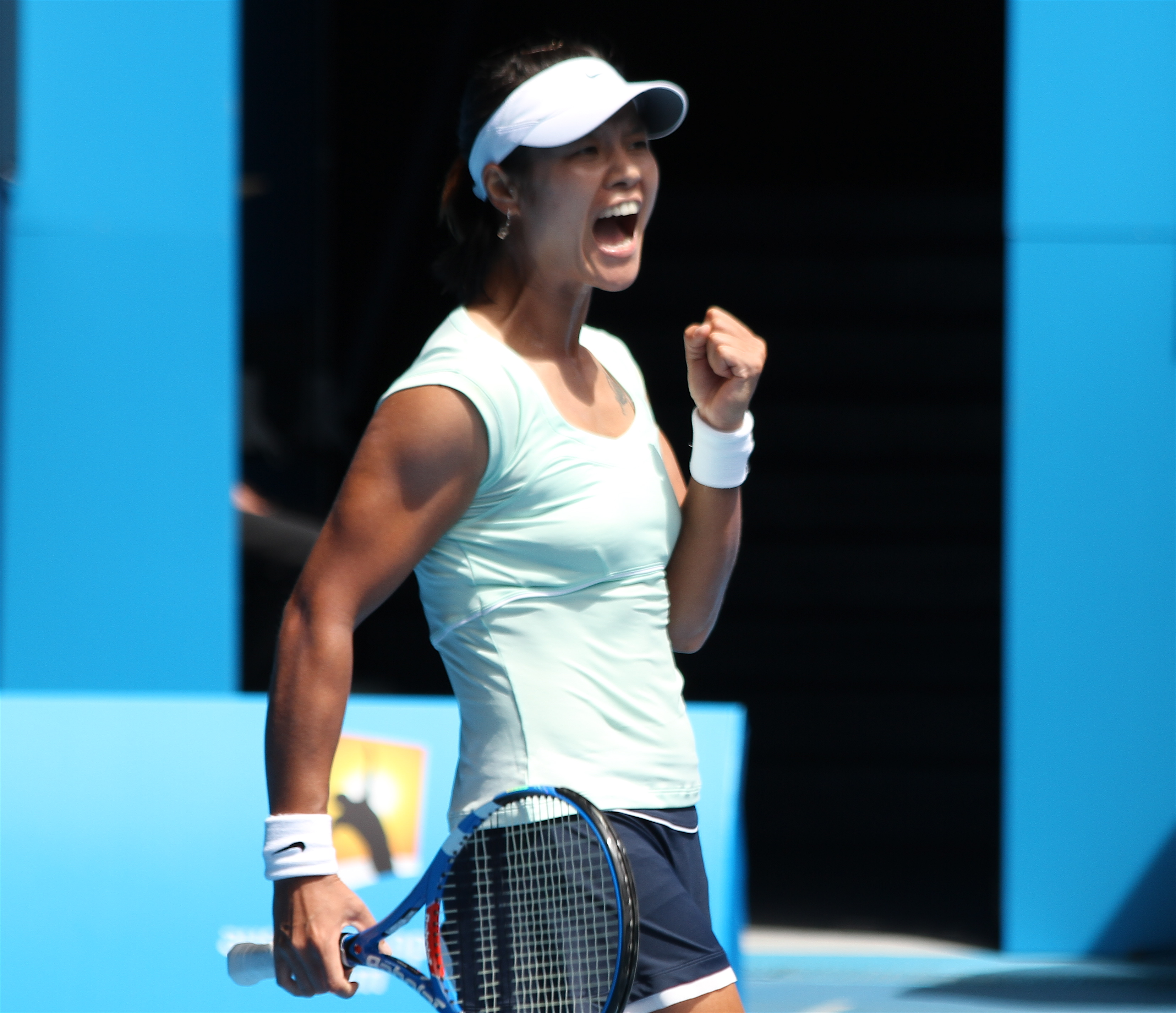
Vítězné gesto ve čtvrtfinále Australian Open

Rok začala vítězstvím na turnaji v Sydney po finálovém triumfu nad Kim Clijstersovou. Poté se probojovala jako první Číňan do finále singlu na grandslamu, a to na Australian Open, po semifinálové výhře nad světovou jedničkou Caroline Wozniackou. V boji o titul podlehla světové dvojce Kim Clijstersové. Následně však prohrála čtyři zápasy v řadě, než dosáhla dobrých výkonů na antukové části okruhu v Evropě.
Do semifinále se probojovala na Mutua Madrileña Madrid Open a také na mezinárodním mistrovství Itálie, v němž nestačila na Stosurovou. Největšího úspěchu dosavadní kariéry zaznamenala na druhém grandslamu sezóny French Open, když ve finále přehrála italskou obhájkyni titulu Francescu Schiavoneovou a stala se tak prvním Asiatem vůbec, jenž vyhrál dvouhru Grand Slamu.
Nicméně po zbytek sezóny prezentovala nevyrovnané výkony se zápasovou bilancí pět výher a sedm porážek. Ve Wimbledonu nepřekročila druhé kolo, když nestačila na Němku Sabinu Lisickou a na US Open skončila porážkou v úvodní fázi turnaje. S Rumunkou Simonou Halepovou prohrála ve dvou sadách.
Na istanbulském Turnaji mistryň skončila v základní skupině.

### 2012
V sezóně se probojovala do čtyř singlových finále, z nichž jediné proměnila v zisk turnajového titulu.

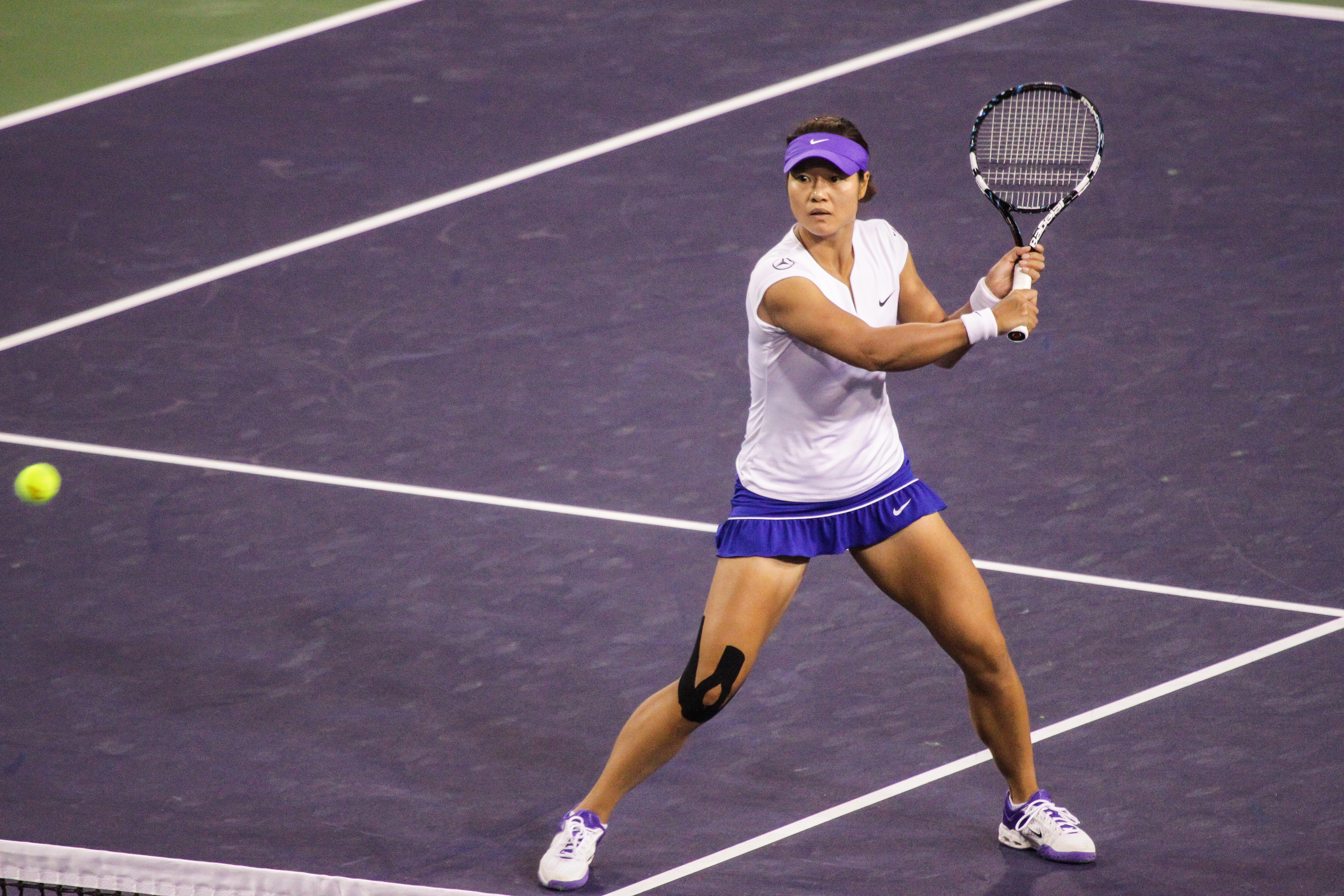
Volej na kalifornském Indian Wells Masters

 V australském úvodu sezóny si zahrála finále na Apia International Sydney, v němž podlehla Viktorii Azarenkové. Na grandslamu Australian Open skončila v osmifinále na raketě Belgičanky Kim Clijstersové po třísetové bitvě, když v tiebreaku druhé sady neproměnila ani jeden ze čtyř mačbolů v řadě. Ve zkrácené hře již vedla 6:2 na míče, ale následně ztratila šest výměn za sebou a poté i třetí set. Druhé finále sezóny odehrála na římské antuce Internazionali BNL d'Italia, kde ji porazila Maria Šarapovová, přestože ve druhém dějství již vedla 4–0 na gamy. Na pařížském French Open, kde obhajovala titul, skončila ve čtvrtém kole na raketě Kazašky Jaroslavy Švedovové.
Z travnatého Wimbledonu odešla poražena již ve druhém kole poté, co nestačila na rumunskou tenistku Soranu Cîrsteovou. Necelý měsíc poté reprezentovala Čínskou lidovou republiku na tenisovém turnaji Her XXX. olympiády v Londýně. Do ženské dvouhry vstupovala jako desátá nasazená, ale v úvodní fázi pavouku podlehla Daniele Hantuchové. V ženské čtyřhře se představila po boku Šuaj Pchengové, se kterou vypadla ve druhém kole, když na české turnajové čtyřky Hlaváčkovou a Hradeckou uhrály jen čtyři gamy.

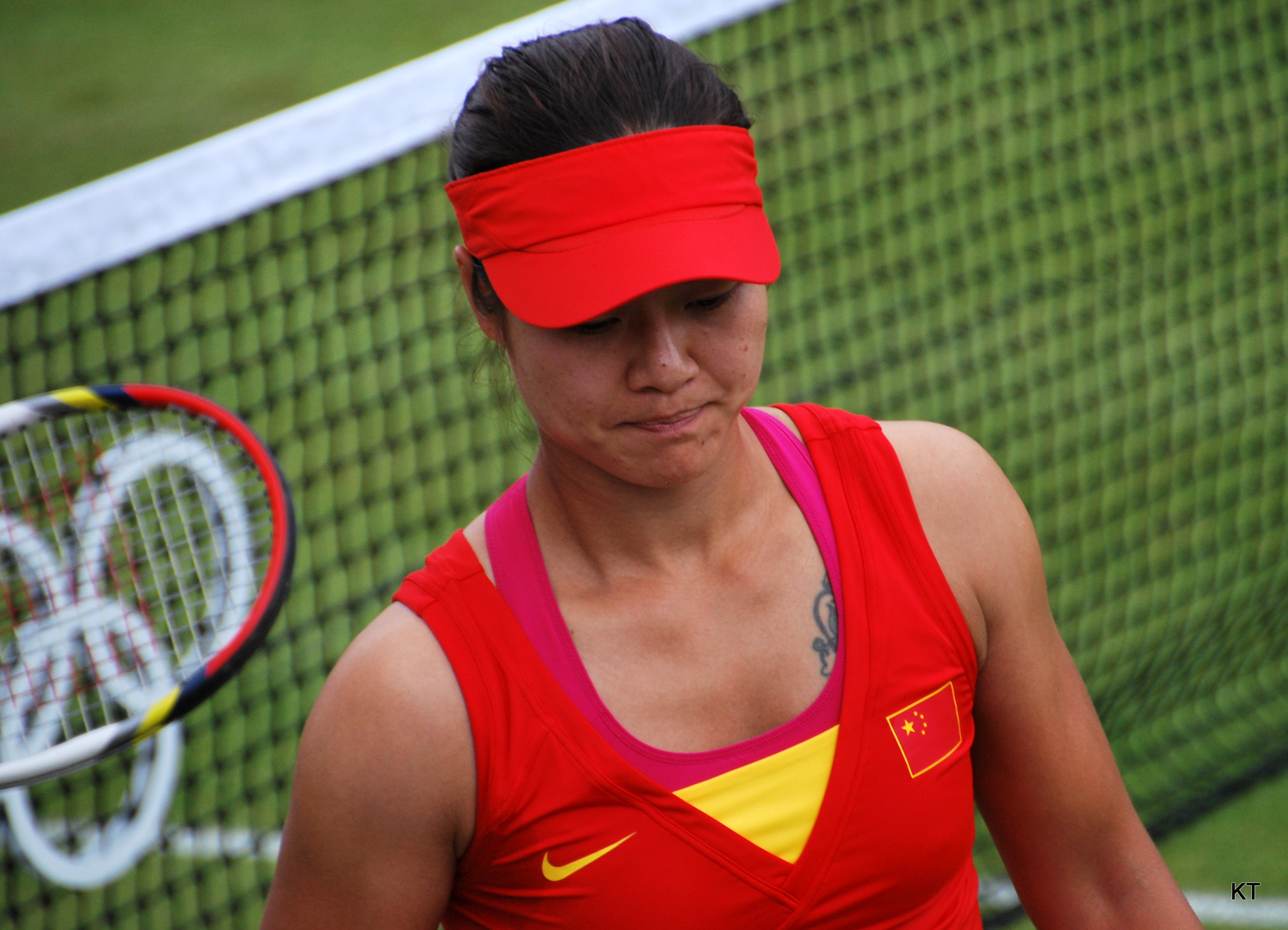
Ve čtyřhře na londýnských Hrách XXX. olympiády

Zlepšení formy zaznamenala až na amerických betonech, kde se nejdříve probojovala do finále na kandaském[zdroj?] Rogers Cupu. Její přemožitelkou se v něm stala Češka Petra Kvitová. Na dalším turnaji US Open Series již získala první titul sezóny. Ve finále Western & Southern Open zdolala Němku Angelique Kerberovou po třísetovém průběhu a zajistila si celkově druhé místo v sérii US Open. Na US Open ukončila její účast ve třetím kole turnaje britská teenagerka Laura Robsonová.
Celoroční výsledky ji podruhé za sebou zajistily účast na závěrečném Turnaji mistryň pro osm nejlepších hráček sezóny. V červené základní skupině porazila Němku Angelique Kerberovou a podlehla dalším dvěma hráčkám, jak Viktorii Azarenkové, tak Sereně Williamsové. Turnaj tím pro ni skončil a sezónu zakončila na 7. místě.

### 2013
Li Na si připsala jediný titul sezóny z úvodní události roku. Zahrála si finále Australian Open a jako první Asiatka také semifinále US Open.

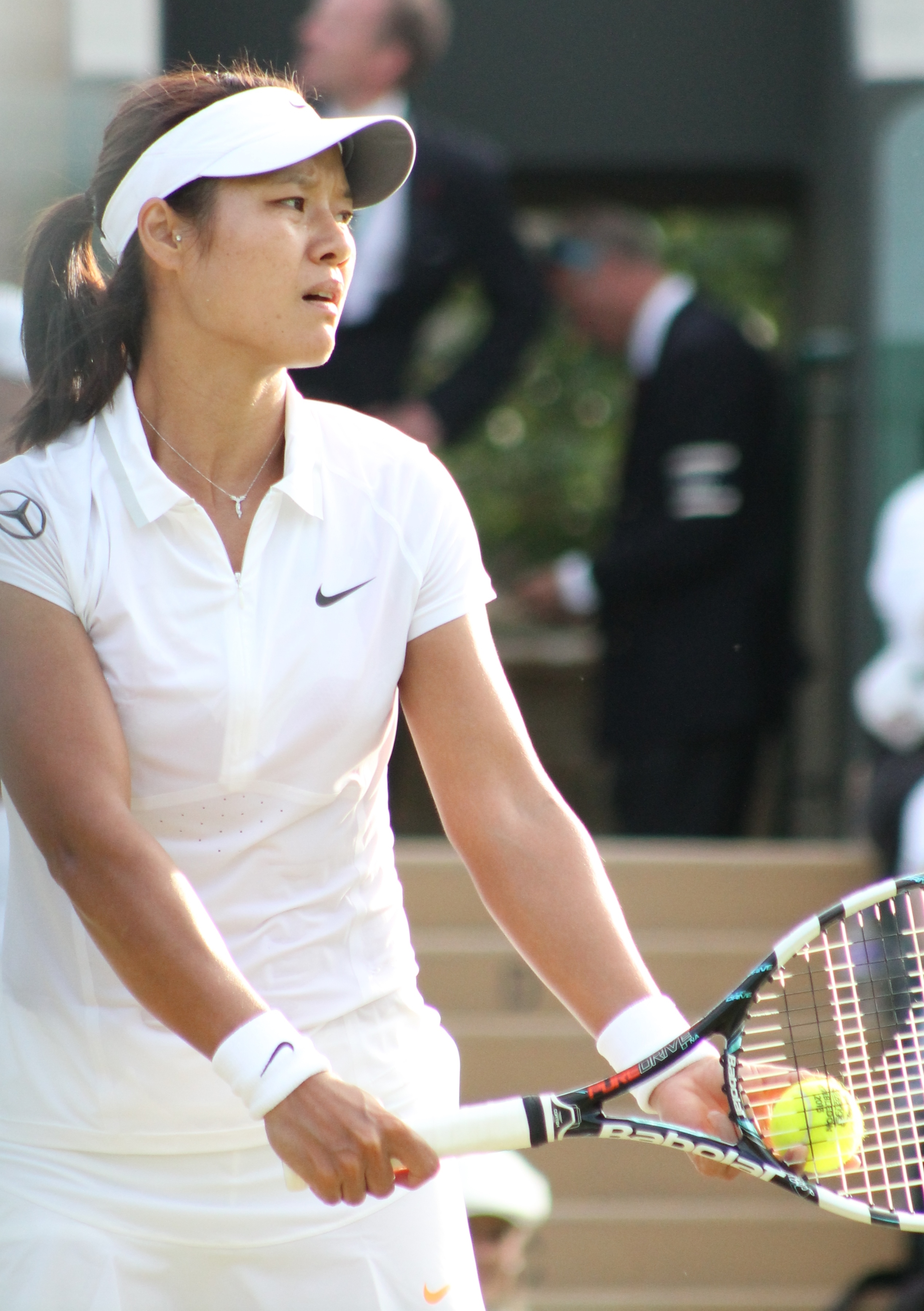
Podání ve Wimbledonu

Sezónu zahájila na premiérovém ročníku turnaje Shenzhen Open hraném v čínském Šen-čenu, kde potvrdila roli nejvýše nasazené. Bez ztráty setu prošla do finále přes Minellaovou, Cohenovou, Jovanovskou a krajanku Pchengovou. V boji o titul porazila Češku Kláru Zakopalovou ve třech setech a připsala si sedmý singlový titul kariéry. O týden později skončila v semifinále Apia International na raketě pozdější šampiónky Agnieszky Radwańské. Třetí grandslamové finále si zahrála na Australian Open. V prvních dvou kolech svedla bitvy s McHaleovou a Moritovou. Ve čtvrtfinále si poradila s Keysovou. Mezi posledními čtyřmi vyřadila světovou čtyřku Agnieszku Radwańskou, když ve druhé sadě odvrátila čtyři mečboly při podání Polky a další tři při vlastním servisu. Ve finále nestačila na světovou jedničku Viktorii Azarenkovou, s níž prohrála ve třech setech. Během utkání si vyžádala zdravotní přestávku pro ošetření zraněného kotníku.
Poranění hlezna z Austrálie ji vyřadilo na sedm týdnů z další části sezóny, včetně Qatar Total Open, Indian Wells Masters a exhibice BNP Paribas Showdown v Hongkongu, kde se měla střetnout s bývalou světovou jedničkou Wozniackou.
Na okruh se vrátila floridskou událostí Miami Masters, kam přijížděla jako pátá nasazená. Po výhrách nad Bertensovou, Lepčenkovou a Muguruzovou. Ve čtvrtfinále skončila na raketě světové jedničky Sereny Williamsovéá, přestože ve druhé sadě vedla 5–2 a měla setbol. Set i celý zápas ztratila v tiebreaku.

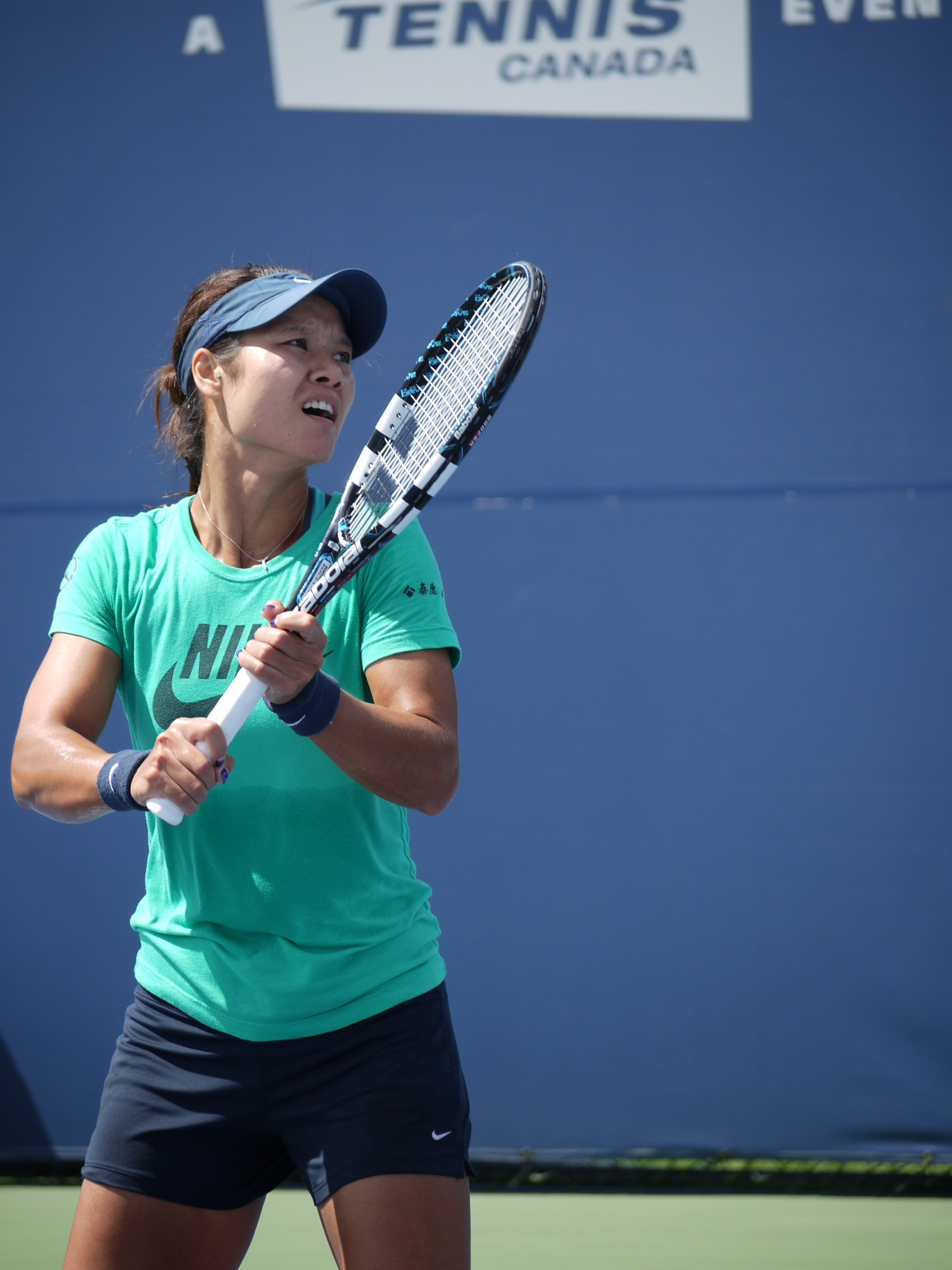
Trénink na Canada Masters

Druhým turnajem po návratu se stal antukový Porsche Tennis Grand Prix, hraný v hale. Z pozice druhé nasazené vyřadila Lučićovou Baroniovou, mezi osmičkou Kvitovou a v semifinále Mattekovou-Sandsovou. Na cestě za titulem ji zastavila až turnajová jednička Maria Šarapovová ve dvou sadách. Zhoršení formy se dostavilo na Mutua Madrid Open, kde ji stopku v úvodní fázi turnaje vystavila Bulharka Cvetana Pironkovová, a navazujícím Internazionali BNL d'Italia, v němž nepřešla třetí kolo. Horší výkonnost prodloužila porážkou od Bethanie Mattekové-Sandsové ve druhém kole French Open po třísetovém průběhu
Na travnatých dvorcích AEGON International a ve Wimbledonu skončila vždy mezi poslední osmičkou hráček. Na prvním z nich prohrála s Jelenou Vesninovou a na londýnském pažitu pak s Agnieszkou Radwańskou po dramatickém průběhu.
V severoamerické US Open Series se nejdále probojovala do semifinále kanadského Rogers Cupu a také Cincinnati Masters, když nejdříve nestačila na Soranu Cîrsteaovou a ve druhém případě ji vyřadila Serena Wiliamsová. Na US Open si jako první Asiatka v historii zahrála semifinále, z něhož odešla hladce poražena opět Serenou Williamsovou.
Na závěrečný Turnaj mistryň hraný v Istanbulu přijížděla jako pátá hráčka světa. Základní skupinu vyhrála, když si poradila s Azarenkovou, Erraniovou i Jankovićovou, která ji dokázala vzít jediný set. V semifinále pak oplatila čerstvou porážku ze čtvrtfinále China Open Kvitové a poprvé postoupila do finále turnaje. V něm byla nad její síly dominantní tenistka sezóny Serena Williamsová, která ji přehrála ve třech setech. Zisk 1 050 bodů Li zajistil postup na kariérní maximum, když v následné klasifikaci WTA poprvé figurovala na 3. místě, na němž také zakončila sezónu.

### 2014
Sezónu odstartovala úspěšnou obhajobou na druhém ročníku čínského turnaje v Šen-čenu. V prvních dvou kolech si poradila s Věrou Zvonarevovou, hrající na divokou kartu, a Ukrajinkou Nadijou Kičenokovou. Ve čtvrtfinále oplatila porážku z China Open 2011 rumunské hráčce Monice Niculescuové, když ji udolala v těsném třísetovém dramatu. Po hladkém průběhu semifinále, v němž na její raketě zůstala německé tenistka Annika Becková, prošla do přímého boje o titul. Podruhé v historii okruhu WTA Tour se v něm střetly dvě reprezentantky Čínské lidové republiky. Nad krajankou Šuaj Pchengovou zvítězila ve dvou sadách a připsala si osmý singlový a první obhájený titul kariéry.

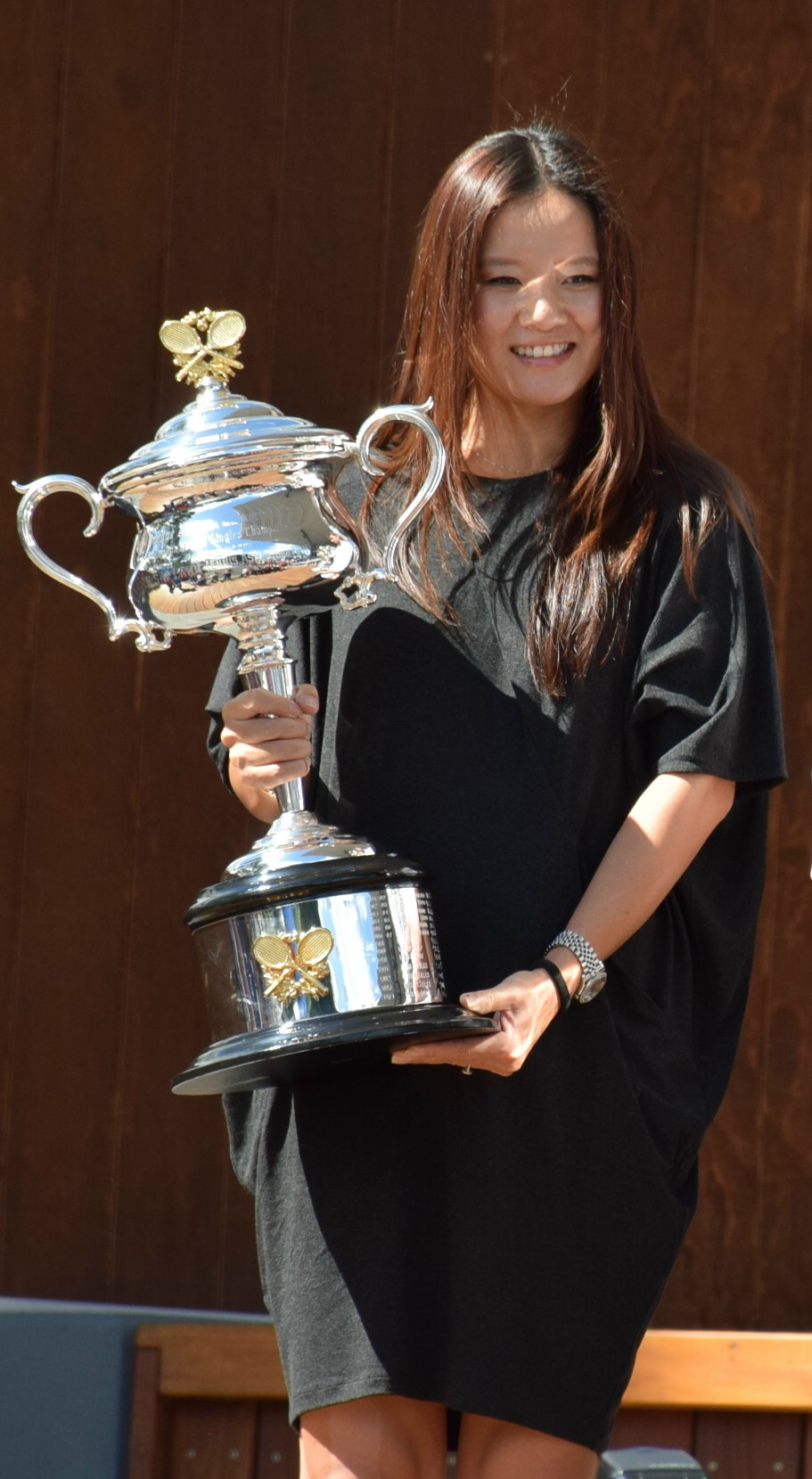
S pohárem Daphne Akhurstové pro vítězku Australian Open

Do Australian Open přijížděla jako čtvrtá nasazená v roli jedné z favoritek. V prvních dvou kolech na její raketě zůstaly aktuální světová jednička a dvojka juniorského žebříčku Ana Konjuhová a Belinda Bencicová. Ve třetím se proti Lucii Šafářové ocitla na prahu vyřazení, když za stavu 1–6 a 5–6 odvracela mečbol soupeřky. Duel však dokázala otočit. V osmifinále přehrála Jekatěrinu Makarovovou a na další cestě do svého třetí finále v Melbourne Parku vyřadila Flavii Pennettaovou a mladou Kanaďanku Eugenii Bouchardovou. Druhý grandslamový titul získala finálovou výhrou nad Slovenkou Dominikou Cibulkovou po dvousetovém průběhu. Bodový zisk jí vrátil zpět na 3. příčku světové klasifikace, když na druhou Azarenkovou ztrácela pouhých 11 bodů. Světovou dvojkou se pak poprvé stala 17. února.
Pokles formy zaznamenala na druhém a třetím grandslamu roku. Na French Open nepřešla po třísetové prohře s Francouzkou Kristinou Mladenovicovou úvodní kolo. Ve Wimbledonu pak skončila ve druhé fázi turnaje na raketě Barbory Záhlavové-Strýcové poté, co nezvládla oba tiebreaky. Po prohře se rozhodl s Číňankou ukončit dvouletou spolupráci argentinský kouč Rodriguez.
V důsledku zranění kolene, které ji doprovázelo od března, vynechala letní americkou sezónu US Open Series – účast na Rogers Cupu, Cincinnati Masters a US Open. Následně oznámila, že se na okruh plánuje vrátit premiérovým ročníkem Wuhan Open, konaného v září. Po neobhájení bodů za semifinále Rogers Cupu ji 11. srpna 2014 na 2. pozici žebříčku vystřídala Simona Halepová. Avšak kvůli dlouhodobým problémům s koleny (hlavně s pravým), které ji dělaly problémy celou její kariéru, oznámila 19. září, že s profesionálním tenisem končí. Na tiskové konferenci pak uvedla: „Mám za sebou složitý rok, musela jsem řešit hodně věcí, což mě vedlo k nevyhnutelnému rozhodnutí ukončit kariéru.“

## Soukromý život
Li Na se narodila v únoru 1982 ve Wu-chanu, hlavním městě čínské provincie Chu-pej. Otec Li Šeng-pcheng (čínsky 李盛鹏) závodil jako profesionální badmintonista a později pracoval na pozici obchodního zástupce místní společnosti. Zemřel na vzácnou kardiovaskulární chorobu, když bylo dceři čtrnáct let.

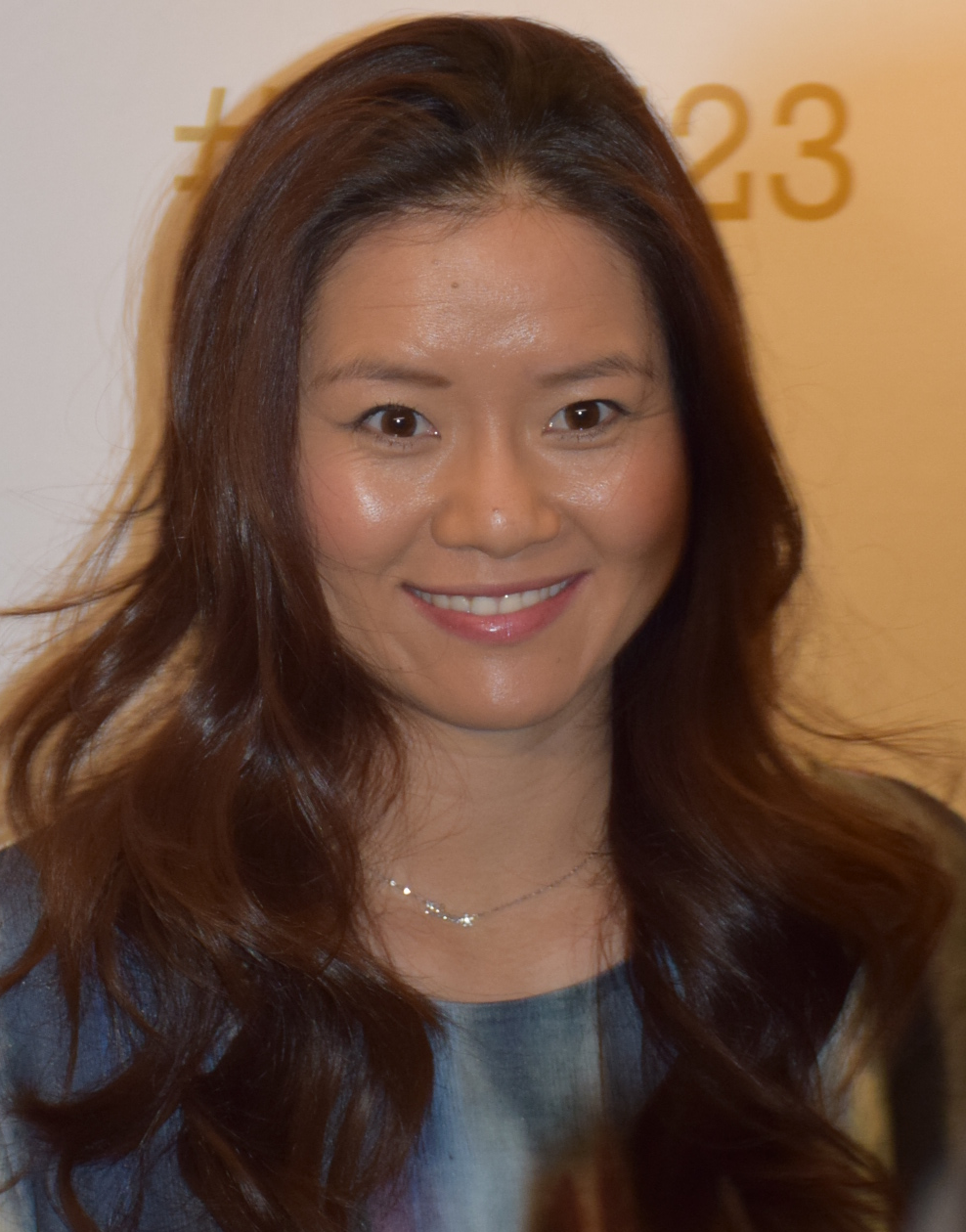
Li Na během Australian Open 2015

V šesti letech začala hrát badminton. Za necelé dva roky vyměnila tento sport za tenis na popud chupejského trenéra Sia Si-jaa, který ji viděl hrát a rozpoznal potenciál. V roce 1997 se stala členkou čínské tenisové reprezentace a v sezóně 1999 vstoupila do profesionálního tenisu.
Roku 2002 odešla z čínského národního týmu, aby se mohla věnovat dálkovému vysokoškolskému studiu na Chua-čungské univerzitě vědy a technologie, kde v roce 2009 získala bakalářský titul v žurnalistice. Čínská média uváděla několik dalších možných důvodů jejího odchodu z národního družstva. Spekulovalo se o špatných vztazích mezi vedením týmu a tenistkou, která stála v opozici společně se spoluhráčem a budoucím manželem Šan Ťiangem (姜山). Dále bylo zmiňováno, že její trenér Jü Li-čchiao (余丽桥) praktikoval příliš přísný a náročný přístup, zatímco jiná média psala, že požadavky tenistky nebyly trenérem vyslyšeny.
Do čínské reprezentace se vrátila v sezóně 2004. Sňatek s tenistou Šan Ťiangem proběhl v roce 2006, kdy se také stal jejím osobním trenérem. Li Na se vzdala členství v národním družstvu opět v roce 2008 a stejně tak se nepodílela na novém státem řízeném proreformním sportovním systému, který se dotýkal také tenisu. Tato změna přístupu byla čínskými médii nazvána jako „Vyleť sám“ (单飞). V jejím důsledku si tenistka mohla samostatně zvolit realizační tým a také si ponechat větší podíl z výher. Před reformou ji zůstávalo 8–12 % ze sportovních výdělků. Od zavedení nové státní reformy se tento podíl zvýšil na 65 %.
Dne 19. ledna 2015 oznámila, že s manželem očekávají narození prvního potomka. Dceru Alisa porodila 3. června 2015.

## Sponzorství

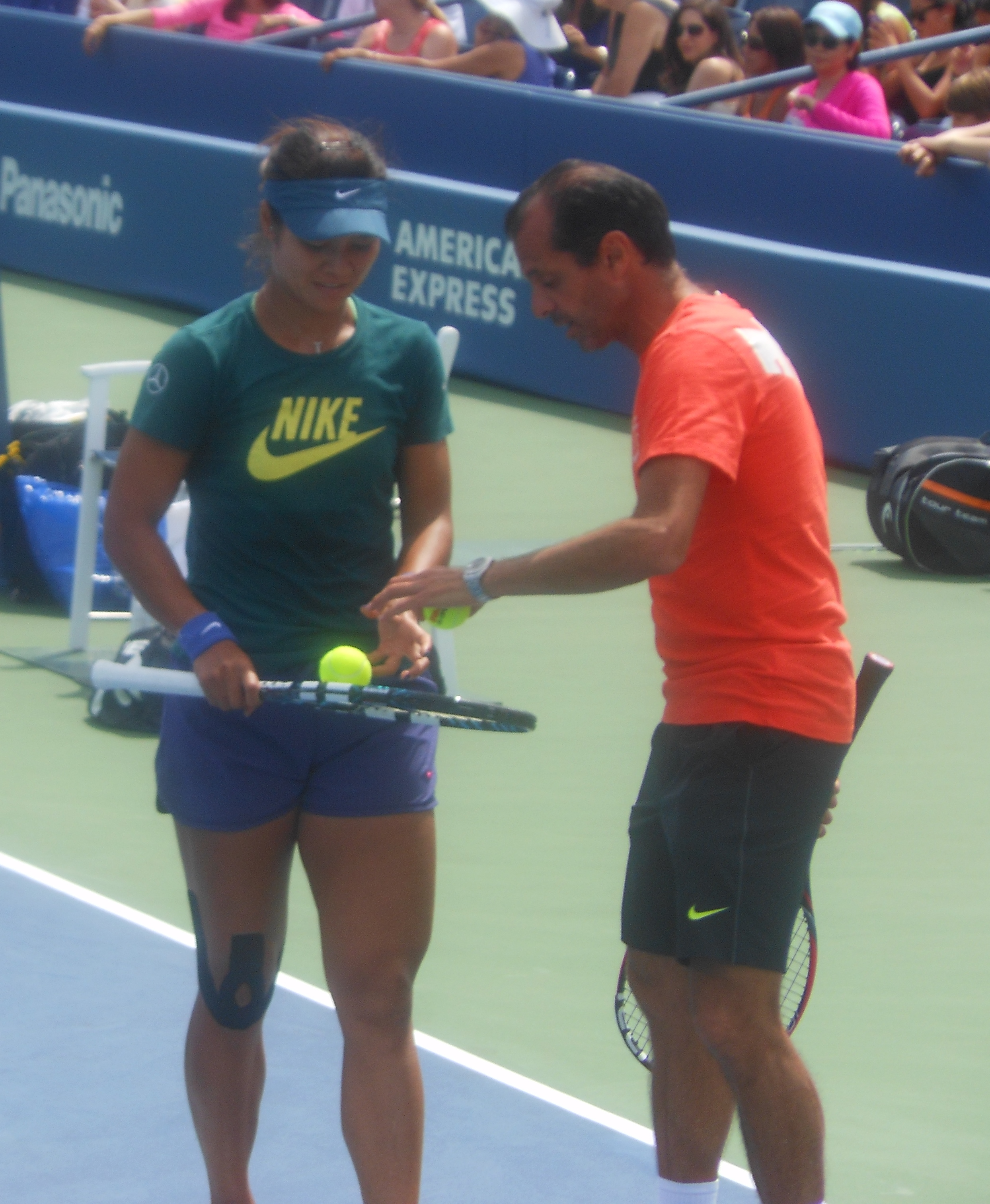
Li Na s trenérem Carlosem Rodriguezem na US Open 2013

Od grandslamové výhry na Roland Garros 2011 podepsala několik sponzorských smluv, včetně kontraktů s firmami Mercedes-Benz a Taikang Life Insurance, které z ní postupně učinily nejlépe vydělávající sportovkyni světa. V tomto kritériu předstihla ruskou tenistku Marii Šarapovovou. Agent hráčky Max Eisenbud dojednal smlouvu se společností Nike, jejíž oblečení začala nosit.
Grandslamový titul ji také pomohl ke kontraktu s Crown Limited, australskou obchodní skupinou v oblasti her a zábavy.
Další bývalí sponzoři
- Kunlun Mountains[37][38]
- Haagen Dazs[39][40][41]
- Rolex[42]
- Samsung[43]
- Spider Tech[44][45]

## Finále na Grand Slamu

### Ženská dvouhra: 4 (2–2)
| Stav       | rok  | turnaj          | povrch | soupeřka ve finále     | výsledek      |
| ---------- | ---- | --------------- | ------ | ---------------------- | ------------- |
| Finalistka | 2011 | Australian Open | tvrdý  | Kim Clijstersová       | 6–3, 3–6, 3–6 |
| Vítězka    | 2011 | French Open     | antuka | Francesca Schiavoneová | 6–4, 7–6(7-0) |
| Finalistka | 2013 | Australian Open | tvrdý  | Viktoria Azarenková    | 6–4, 4–6, 3–6 |
| Vítězka    | 2014 | Australian Open | tvrdý  | Dominika Cibulková     | 7–6(7–3), 6–0 |

## Utkání o olympijské medaile

### Ženská dvouhra: 1 (0–1)
| Stav     | rok  | turnaj            | povrch | bronzová medailistka | výsledek |
| -------- | ---- | ----------------- | ------ | -------------------- | -------- |
| 4. místo | 2008 | LOH – Peking, ČLR | tvrdý  | Věra Zvonarevová     | 0–6, 5–7 |

## Finále na okruhu WTA Tour
| Legenda                               |
| ------------------------------------- |
| D – dvouhra; Č – čtyřhra              |
| Grand Slam (2–2 D)                    |
| Turnaj mistryň (0–1 D)                |
| Premier Mandatory & Premier 5 (1–3 D) |
| Premier (1–2 D)                       |
| International (5–4 D; 2–0 Č)          |

### Dvouhra: 21 (9–12)
| Stav       | č.  | datum           | turnaj                                | povrch    | soupeřka ve finále     | výsledek           |
| ---------- | --- | --------------- | ------------------------------------- | --------- | ---------------------- | ------------------ |
| Vítězka    | 1.  | 3. října 2004   | Kanton, Čína                          | tvrdý     | Martina Suchá          | 6–3, 6–4           |
| Finalistka | 1.  | 1. května 2005  | Estoril, Portugalsko                  | antuka    | Lucie Šafářová         | 7–6(7–4), 4–6, 3–6 |
| Finalistka | 2.  | 7. května 2006  | Estoril, Portugalsko                  | antuka    | Čeng Ťie               | 7–6(7–4), 5–7skreč |
| Vítězka    | 2.  | 5. ledna 2008   | Gold Coast, Austrálie                 | tvrdý     | Viktoria Azarenková    | 4–6, 6–3, 6–4      |
| Finalistka | 3.  | 8. března 2009  | Monterrey, Mexiko                     | tvrdý     | Marion Bartoliová      | 4–6, 3–6           |
| Finalistka | 4.  | 14. června 2009 | Birmingham, Spojené království        | tráva     | Magdaléna Rybáriková   | 0–6, 6–7(2–7)      |
| Vítězka    | 3.  | 13. června 2010 | Birmingham, Spojené království        | tráva     | Maria Šarapovová       | 7–5, 6–1           |
| Vítězka    | 4.  | 14. ledna 2011  | Sydney, Austrálie                     | tvrdý     | Kim Clijstersová       | 7–6(7–3), 6–3      |
| Finalistka | 5.  | 28. ledna 2011  | Australian Open, Melbourne, Austrálie | tvrdý     | Kim Clijstersová       | 6–3, 3–6, 3–6      |
| Vítězka    | 5.  | 4. června 2011  | French Open, Paříž, Francie           | antuka    | Francesca Schiavoneová | 6–4, 7–6(7–0)      |
| Finalistka | 6.  | 13. ledna 2012  | Sydney, Austrálie                     | tvrdý     | Viktoria Azarenková    | 2–6, 6–1, 3–6      |
| Finalistka | 7.  | 20. května 2012 | Řím, Itálie                           | antuka    | Maria Šarapovová       | 6–4, 4–6, 6–7(5–7) |
| Finalistka | 8.  | 13. srpna 2012  | Montréal, Kanada                      | tvrdý     | Petra Kvitová          | 5–7, 6–2, 3–6      |
| Vítězka    | 6.  | 19. srpna 2012  | Cincinnati, Spojené státy             | tvrdý     | Angelique Kerberová    | 1–6, 6–3, 6–1      |
| Vítězka    | 7.  | 5. ledna 2013   | Šen-čen, Čína                         | tvrdý     | Klára Zakopalová       | 6–3, 1–6, 7–5      |
| Finalistka | 9.  | 26. ledna 2013  | Australian Open, Melbourne, Austrálie | tvrdý     | Viktoria Azarenková    | 6–4, 4–6, 3–6      |
| Finalistka | 10. | 28. dubna 2013  | Stuttgart, Německo                    | antuka    | Maria Šarapovová       | 4–6, 3–6           |
| Finalistka | 11. | 28. října 2013  | Turnaj mistryň, Istanbul, Turecko     | tvrdý (h) | Serena Williamsová     | 6–2, 3–6, 0–6      |
| Vítězka    | 8.  | 4. ledna 2014   | Šen-čen, Čína (2)                     | tvrdý     | Pcheng Šuaj            | 6–4, 7–5           |
| Vítězka    | 9.  | 25. ledna 2014  | Australian Open, Melbourne, Austrálie | tvrdý     | Dominika Cibulková     | 7–6(7–3), 6–0      |
| Finalistka | 12. | 29. března 2014 | Miami, Spojené státy                  | tvrdý     | Serena Williamsová     | 5–7, 1–6           |

### Čtyřhra: 2 (2–0)
| Stav    | č. | datum           | turnaj                         | povrch | spoluhráčka        | soupeřky ve finále                      | výsledek      |
| ------- | -- | --------------- | ------------------------------ | ------ | ------------------ | --------------------------------------- | ------------- |
| Vítězka | 1. | 18. června 2000 | Taškent, Uzbekistán            | tvrdý  | Li Tching          | Iroda Tuljaganovová Anna Zaporožanovová | 3–6, 6–2, 6–4 |
| Vítězka | 2. | 18. června 2006 | Birmingham, Spojené království | tráva  | Jelena Jankovićová | Jill Craybasová Liezel Huberová         | 6–2, 6–4      |

## Tituly na turnajích okruhu ITF
| 100 000 $ tournaments |
| 75 000 $ tournaments  |
| 50 000 $ tournaments  |
| 25 000 $ tournaments  |
| 10 000 $ tournaments  |

### Dvouhra: 19
| Č.  | datum             | turnaj                      | povrch | soupeřka ve finále      | výsledek           |
| --- | ----------------- | --------------------------- | ------ | ----------------------- | ------------------ |
| 1.  | 13. června 1999   | Šen-čen, ČLR                | tvrdý  | Chung Yang-jin          | 6–2, 6–3           |
| 2.  | 20. června 1999   | Šen-čen, ČLR                | tvrdý  | Chung Yang-jin          | 6–0, 6–0           |
| 3.  | 29. srpna 1999    | Westende, Belgie            | antuka | Daphne van de Zandeová  | 6–3, 6–1           |
| 4.  | 23. ledna 2000    | Boca Raton, USA             | tvrdý  | Sandra Cacicová         | 6–4, 6–3           |
| 5.  | 26. března 2000   | Nanking, ČLR                | tvrdý  | Marie-Ève Pelletierová  | 7–6(7–3), 6–2      |
| 6.  | 20. dubna 2000    | Nanking, ČLR                | tvrdý  | Ting Ting               | 6–2, 6–2           |
| 7.  | 16. dubna 2000    | Šen-jang, ČLR               | tvrdý  | Sun Tchien-tchien       | 6–0, 6–4           |
| 8.  | 23. dubna 2000    | Ta-lien, ČLR                | tvrdý  | Čchen Li                | 6–4, 6–4           |
| 9.  | 14. května 2000   | Soul, Jižní Korea           | antuka | Kim Eun-ha              | 6–3, 7–6(7–1)      |
| 10. | 18. května 2000   | Ho Či Minovo Město, Vietnam | tvrdý  | Wynne Prakusjová        | 6–1, 6–2           |
| 11. | 9. července 2000  | Civitanova Marche, Itálie   | antuka | Emmanuelle Gagliardiová | 6–3, 4–6, 7–6(7–0) |
| 12. | 22. dubna 2001    | Ho Či Minovo Město, Vietnam | tvrdý  | Roberta Vinciová        | 6–4, 7–5           |
| 13. | 29. července 2001 | Kanton, ČLR                 | tvrdý  | Liou Nan-nan            | 6–1, 6–2           |
| 14. | 10. února 2002    | Midland, USA                | tvrdý  | Mashona Washingtonová   | 6–1, 6–2           |
| 15. | 13. května 2004   | Peking, ČLR                 | tvrdý  | Seiko Okamotová         | 6–4, 6–4           |
| 16. | 30. května 2004   | Tongliao, ČLR               | tvrdý  | Bahia Mouhtassineová    | 6–4, 2–6, 7–6(7–5) |
| 17. | 6. června 2004    | Wulanhaote, ČLR             | tvrdý  | Nan-nan Liouová         | 6–0, 6–0           |
| 18. | 13. června 2004   | Peking, ČLR                 | tvrdý  | Sučanan Viratprasertová | 6–2, 6–4           |
| 19. | 31. října 2004    | Šen-čen, ČLR                | tvrdý  | Sun Tchien-tchien       | 6–3, 4–6, 6–2      |

## Chronologie výsledků na Grand Slamu

### Dvouhra
| Turnaj          | 2000 | 2001 | 2002 | 2003 | 2004 | 2005 | 2006 | 2007 | 2008 | 2009 | 2010 | 2011  | 2012 | 2013 | 2014  | SR     | V–P   |
| --------------- | ---- | ---- | ---- | ---- | ---- | ---- | ---- | ---- | ---- | ---- | ---- | ----- | ---- | ---- | ----- | ------ | ----- |
| Australian Open | A    | LQ   | A    | A    | A    | 3R   | 1R   | 4R   | 3R   | A    | SF   | F     | 4R   | F    | Vítěz | 1 / 9  | 34–8  |
| French Open     | A    | A    | A    | A    | A    | A    | 3R   | 3R   | A    | 4R   | 3R   | Vítěz | 4R   | 2R   | 1R    | 1 / 8  | 20–6  |
| Wimbledon       | A    | LQ   | A    | A    | A    | A    | QF   | A    | 2R   | 3R   | QF   | 2R    | 2R   | QF   | 3R    | 0 / 8  | 17–7  |
| US Open         | LQ   | A    | A    | A    | A    | 1R   | 4R   | A    | 4R   | QF   | 1R   | 1R    | 3R   | SF   | A     | 0 / 8  | 17–8  |
| výhry–prohry    | 0–0  | 0–0  | 0–0  | 0–0  | 0–0  | 2–2  | 9–4  | 5–2  | 6–3  | 9–3  | 11–4 | 14–3  | 9–4  | 16–4 | 9–2   | 2 / 31 | 88–29 |

### Čtyřhra
| Turnaj          | 2000 | 2001 | 2005 | 2006 | 2007 | 2008 | SR     | V–P  |
| --------------- | ---- | ---- | ---- | ---- | ---- | ---- | ------ | ---- |
| Australian Open | A    | 1R   |      | 2R   | 2R   | 1R   | 0 / 4  | 2–4  |
| French Open     | A    | A    | A    | 2R   | 2R   | A    | 0 / 2  | 2–2  |
| Wimbledon       |      | A    | A    | 2R   | A    | A    | 0 / 1  | 1–1  |
| US Open         | 2R   | A    | 3R   | 1R   | A    | A    | 0 / 3  | 3–3  |
| výhry–prohry    | 1–1  | 0–1  | 2–1  | 3–4  | 2–2  | 0–1  | 0 / 10 | 8–10 |

| Legenda | Legenda                                   | Legenda | Legenda                     |
| ------- | ----------------------------------------- | ------- | --------------------------- |
| SR      | poměr vyhraných turnajů ku všem odehraným | W–L V–P | výhry–prohry                |
| NH      | daný rok se turnaj nekonal                | A       | turnaje se hráč nezúčastnil |
| 1Q / LQ | prohra v (kole) kvalifikace               | 1k / 1R | prohra v daném kole turnaje |
| QF / ČF | prohra ve čtvrtfinále                     | SF      | prohra v semifinále         |
| F       | prohra ve finále                          | Vítěz   | vítězství v turnaji         |

## Postavení na konečném žebříčku WTA

### Dvouhra
| Rok    | 1999 | 2000   | 2001   | 2002   | 2004  | 2005  | 2006  | 2007  | 2008  | 2009  | 2010  | 2011 | 2012 | 2013 |
| Pořadí | 363. | ▲ 134. | ▼ 304. | ▲ 277. | ▲ 80. | ▲ 57. | ▲ 21. | ▼ 29. | ▲ 23. | ▲ 15. | ▲ 11. | ▲ 5. | ▼ 7. | ▲ 3. |

### Čtyřhra
| Rok    | 2001 | 2002   | 2004   | 2005   | 2006  | 2007   | 2008 | 2009 | 2010 | 2011 | 2012 | 2013 |
| Pořadí | 323. | ▼ 657. | ▲ 349. | ▲ 145. | ▲ 73. | ▼ 143. | —    | —    | —    | —    | —    | —    |

## Finanční odměny
| sezóna | tituly     | tituly   | tituly | výdělek           | pořadí               |
| sezóna | Grand Slam | WTA Tour | celkem | (americké dolary) | pořadí               |
| ------ | ---------- | -------- | ------ | ----------------- | -------------------- |
| 2004   | 0          | 1        | 1      | 65 950            | 155.                 |
| 2005   | 0          | 0        | 0      | 139798            | 97.                  |
| 2006   | 0          | 0        | 0      | 460 982           | 30.                  |
| 2007   | 0          | 0        | 0      | 377,940           | 44.                  |
| 2008   | 0          | 1        | 1      | 386 568           | 42.                  |
| 2009   | 0          | 0        | 0      | 646 085           | 29.                  |
| 2010   | 0          | 1        | 1      | 1 158 898         | 15.                  |
| 2011   | 1          | 1        | 2      | 3 709 139         | 4.[nedostupný zdroj] |
| 2012   | 0          | 1        | 1      | 2 280 646         | 8.                   |
| 2013   | 0          | 1        | 1      | 3 982 485         | 3.                   |
| 2014   | 1          | 1        | 2      | 3 409 885         | 5.                   |
| Celkem | 2          | 7        | 9      | 16 709 074        |                      |